# 雅各伯湖 (亞利桑那州)
雅各伯湖（英語：Jacob Lake）是位於美國亞利桑那州可可尼諾縣的一個非建制地區。該地的面積和人口皆未知。

## 地理
雅各伯湖的座標為36°42′48″N 112°12′59″W / 36.71333°N 112.21639°W，而該地的平均海拔高度為2416米（即7920英尺）。